# Pomnik Friedricha Ludwiga Jahna w Mittenwalde
Pomnik Friedricha Ludwiga Jahna w Mittenwalde – pomnik niemieckiego teoretyka gimnastyki i propagatora ćwiczeń gimnastycznych Friedricha Ludwiga Jahna, uznawanego za „Ojca” (niem. Turnvater Jahn) gimnastyki sportowej, usytuowany w miejscowości Mittenwalde, w kraju związkowym Brandenburgia w Niemczech.

## Opis
Na początku XX wieku w wielu niemieckich miastach stawiano pomniki upamiętniające Friedricha Ludwiga Jahna. W Mittenwalde powstała także fundacja, mająca na celu uhonorowanie ojca gimnastyki w swojej miejscowości. Wykorzystano okazję 50. rocznicę założenia towarzystwa gimnastycznego dla mężczyzn (niem. Mittenwalder Männerturnverein), które działało od sierpnia 1863 roku. W 1913 roku wzniesiono pomnik na Salzmarkt. Został wykonany przez berlińskiego rzeźbiarza Oskara Krügera. Wykorzystał on bawarski wapień muszlowy z Kirchheim koło Würzburga. Oskar Krüger zaprojektował prostokątny cokół na którym ustawiono cztery ośmiokątne kolumny symbolizujące cztery cechy gimnastyki i pośrodku umieścił pozłacany tzw. krzyż gimnastyczny – godło ruchu gimnastycznego, cztery stylizowane litery F, ułożone w kształcie krzyża. Znaczą one: Frisch (świeży), Fromm (pobożny), Fröhlich (wesoły) i Frei (wolny) i pełnią rolę motta gimnastyków. Na kolumnach znajduje się popiersie Jahna, które poniżej otaczają dębowe girlandy. Po I wojnie światowej na pomniku wyryto nazwiska poległych w czasie działań wojennych członków miejscowego towarzystwa gimnastycznego. Monument został w 1998 roku odnowiony przez miejscowego kamieniarza Heinza Fluthwedela. Za pomnikiem rośnie tzw. „dąb pokoju”, posadzony przez mieszkańców po zwycięstwie nad Napoleonem w 1816 roku.